# 穆瓦约
穆瓦约（法語：Moyaux，法語發音：[mwajo] 或 [mɔjo] ⓘ）是法国卡尔瓦多斯省的一个市镇，属于利雪区。

## 地理
穆瓦约（49°11'43"N, 0°21'22"E）面积16.23 平方千米，位于法国诺曼底大区卡爾瓦多斯省，该省份为法国西北部沿海省份，北濒大西洋英吉利海峡，东北与滨海塞纳省以海上边界相接，东临厄尔省，南至奧恩省，西与芒什省接壤。
与穆瓦约接壤的市镇（或旧市镇、城区）包括：福盖尔农、菲米雄、埃米瓦勒莱沃、乌伊迪乌莱、勒潘、圣菲尔贝德尚、阿涅尔。

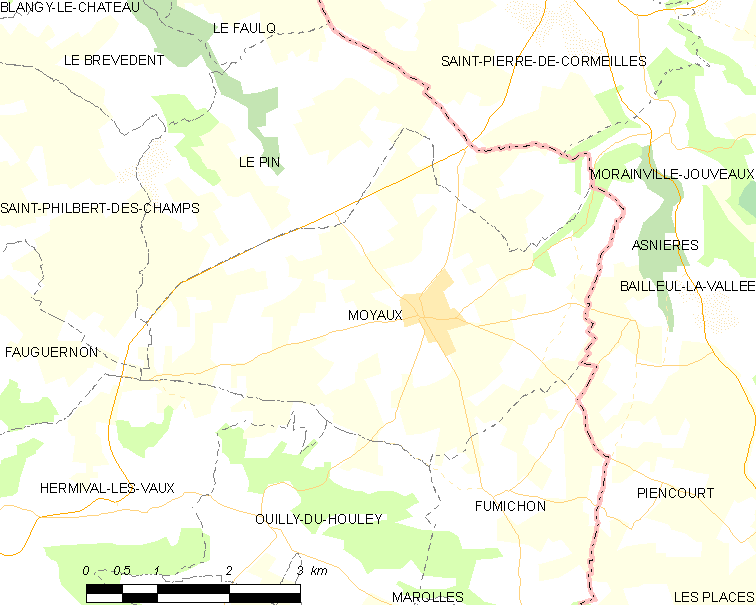
穆瓦约的OSM定位图

穆瓦约的时区为UTC+01:00、UTC+02:00（夏令时）。

## 行政
穆瓦约的邮政编码为14590，INSEE市镇编码为14460。

## 政治
穆瓦约所属的省级选区为蓬莱韦克县。

## 人口

1962-2008年间穆瓦约人口变化图示

穆瓦约于2022年1月1日时的人口数量为1369人。